# 폴 엘뤼아르
폴 엘뤼아르(Paul Éluard, 1895년 12월 14일 ~ 1952년 11월 18일)는 프랑스의 시인이다. 본명은 외젠 에밀 폴 그랭델(Eugène Émile Paul Grindel)이다. 다다이즘 운동에 참여하고 초현실주의의 대표적 시인으로 활동하였다. '시인은 영감을 받는 자가 아니라 영감을 주는 자'라고 생각했다. '자유'라는 시로 유명한 시집 《시와 진실》, 《독일군의 주둔지에서》 등은 프랑스 저항시의 백미로 알려져 있다.

## 생애
파리 북쪽 생드니의 가난한 집안에서 태어났다. 폐결핵으로 공부를 중단하고 스위스 다보스에서 요양하며 청소년기를 보냈다. 1911년 ~ 1913년 요양소에 있을 때 보들레르, 아폴리네르 등 프랑스 시인들과 휘트먼 등 미국 시인들에 자극받아 시를 쓰기 시작했다. 제1차 세계대전에 종군하였다가 독가스로 폐를 다쳐 평생의 고질(痼疾)이 되었다. 1917년 러시아인 안내 갈라를 만나 결혼했지만, 그녀는 초현실주의 화가 살바도르 달리를 사랑하게 돼 1924년에 그를 떠났다. 1934년 마리아 벤즈와 결혼했지만, 그녀 역시 파블로 피카소와 염문을 뿌렸다. 전후 앙드레 브르통, 루이 아라공 등과 쉬르레알리즘 운동에서 중요한 역할을 하였으며 에드몽 자베스와 교류하였다. 그리고 이후 스페인 내전 때 인민 전선에 참가하여 레지스탕스로서 활약하였다. 1952년 11월 18일 과로와 협심증으로 숨을 거뒀고, 파리 페르라셰즈 묘지에 안장됐다.
대표 시집은 《고뇌의 수도 (首都)》(1926년), 《사랑, 그것은 시(詩)》(1929년), 《정치적 진실》(1948년) 등이다. 그의 시는 불연속으로 뜻밖의 이미지와 논리를 무시한 교묘한 비유로, 쉬르레알리즘의 강한 특징을 보이면서 어휘는 점차 투명해지고 내면적인 속삭임을 상기시키는 가락으로 변했다. 불안과 고뇌, 또 연애와 전쟁을 주제로 했어도 "한 인간의 지평선은 모든 인간에게 공통한다"라고 그가 읊은 바와 같이 미와 사랑과 인생의 여명에의 신뢰를 언제나 잃지 아니하였던 희유(稀有)의 시인이라 할 수 있다.